# Catherine Jacquesová
Catherine Jacquesová (* 28. září 1979 Merksem, Belgie) je bývalá reprezentantka Belgie v judu a ju-jutsu.

## Sportovní kariéra
S judem začala v 9 letech. Na začátku své kariéry musela zvládnout roli pokračovatelky úspěchů Ully Werbrouckové a poprala se s ní velmi dobře. Na olympijských hrách v Athénách se dostala do bojů o medaile a obsadila 5. místo. V dalších letech se však její výkonnostní vzestup stagnoval. Na olympijských hrách v Pekingu v roce 2008 vypadla dokonce v prvním kole.
Po radikálních změnách pravidel v judu od roku 2010 se postupně rozhodla úpřít pozornost k příbuznému sportovním odvětví ju-jutsu (JJIF). V roce 2013 vybojovala na hrách bojových sportů zlatou medaili.

## Výsledky
| Turnaj             | 1996         | 1997         | 1998         | 1999         | 2000         | 2001         | 2002         | 2003         | 2004         | 2005         | 2006         | 2007         | 2008         | 2009         | 2010     | 2011     |
| Turnaj             | 17           | 18           | 19           | 20           | 21           | 22           | 23           | 24           | 25           | 26           | 27           | 28           | 29           | 30           | 31       | 32       |
| Turnaj             | střední váha | střední váha | střední váha | střední váha | střední váha | střední váha | střední váha | střední váha | střední váha | střední váha | střední váha | střední váha | střední váha | střední váha | poltěž v | poltěž v |
| ------------------ | ------------ | ------------ | ------------ | ------------ | ------------ | ------------ | ------------ | ------------ | ------------ | ------------ | ------------ | ------------ | ------------ | ------------ | -------- | -------- |
| Olympijské hry     | —            |              |              |              | —            |              |              |              | 5.           |              |              |              | úč.          |              |          |          |
| Mistrovství světa  |              | —            |              | —            |              | —            |              | úč.          |              | 3.           |              | úč.          |              | 7.           | úč.      | úč.      |
| Mistrovství Evropy | —            | —            | —            | —            | —            | —            | 5.           | 3.           | úč.          | 3.           | 3.           | 5.           | 7.           | 3.           | —        | úč.      |
| MS juniorů         | 3.           |              | 2.           |              |              |              |              |              |              |              |              |              |              |              |          |          |
| ME juniorů         | 5.           | 3.           | 2.           |              |              |              |              |              |              |              |              |              |              |              |          |          |